# Profession de foi
Une profession de foi (du supin du verbe latin profiteor, de pro- (« en avant ») et de fateor (« déclarer »)) est la déclaration personnelle et publique d'une croyance ou d'une foi. Elle est individuelle, au contraire de la confession de foi (de cum = « avec », « ensemble » et du même verbe déclarer). Par analogie, on appelle ainsi les documents de propagande électorale envoyés aux électeurs inscrits avant les élections politiques.

## Judaïsme
Chez les juifs, la profession de foi prend la forme du Shema Israël (שמע ישראל en hébreu), « Shema Israël Adonaï Elohénou, Adonaï Ekhad », citation du Deutéronome (6:4) : « Écoute Israël, l'Éternel est notre Dieu, l'Éternel est Un. ». Il est récité chaque jour, matin et soir ; au chevet des agonisants ; par le jeune juif au moment de sa Bar Mitzvah. Il figure sur les téfiline (phylactères), les morceaux de parchemin portés sur le front et le bras gauche, conformément aux instructions du Deutéronome, ainsi que dans un petit rouleau placé sur le linteau de la porte d'entrée, la mezouzah.

## Christianisme

### Origines
La profession de foi a son origine dans le Nouveau Testament, où les croyants, comme Corneille, déclaraient leur foi en Jésus lors du baptême . Dans la première épître à Timothée au chapitre 6 verset 12, Paul de Tarse rappelle à Timothée sa profession de foi devant plusieurs personnes. Dans l'Église primitive, le kérygme, soit la proclamation de Jésus-Christ Messie et Fils de Dieu, mort et ressuscité, résumait la profession de foi .

### Catholicisme
La profession de foi est une cérémonie catholique, anciennement appelée « communion solennelle », par laquelle le jeune fidèle renouvelle les engagements pris lors de son baptême. Dans le vocabulaire usuel, les expressions « profession de foi » et « confession de foi » sont employées sans distinction. Le pape Jean-Paul II a publié une encyclique sur la foi et la raison le 14 septembre 1998 : Fides et ratio. Elle porte sur les relations entre la foi et la philosophie. Elle mentionne le besoin de philosophies présentant une ouverture métaphysique pour assurer une fonction de médiation, et met l'accent sur la substance spirituelle.

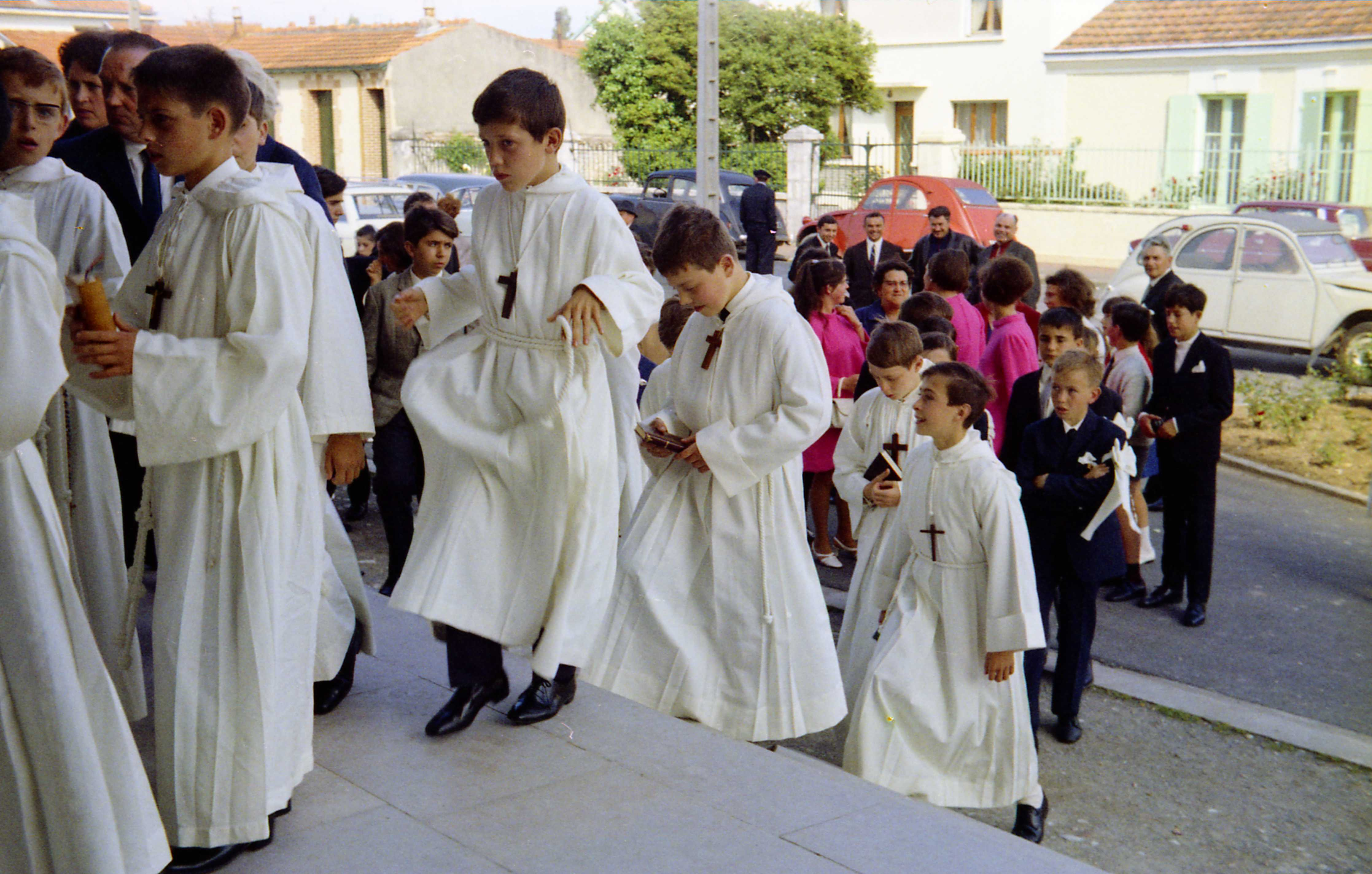
Jour de communion solennelle en France en juin 1969, à La Rochelle.

La profession de foi peut avoir lieu lors du baptême, s'il ne s'agit pas d'un bébé. Elle remonte au XVIIIe siècle et est particulière à la France ainsi qu'aux pays des anciennes colonies françaises, particulièrement en Afrique. Elle a lieu généralement au mois de mai ou début juin. Cette cérémonie, qui n'a pas d'existence canonique, est distincte de la confirmation, sacrement qui confirme (renouvelle) le baptême. Comme elle marque parfois la fin de l'enseignement catéchétique et que nombre de jeunes prennent ensuite leurs distances avec l'Église, le cardinal Marty regrettait que trop souvent « la profession de foi sonne le départ à la retraite du jeune chrétien ». C'est malgré tout l'occasion pour les familles de se réunir autour d'un événement religieux, et pour le jeune catholique, celle de recevoir un cadeau, souvent une bible.
Dans la mesure où elle représente l'entrée du jeune dans la communauté des adultes, elle s'apparente à la Bar-mitsvah juive. Relativisons cela : le jeune Bar Mitsvah, s'il devient fils de la loi et de ce fait tenu à l'orthopraxie propre à sa congrégation, est aussi susceptible d'être appelé à la lecture et au commentaire de la paracha comme l'inaugure la cérémonie.

### Protestantisme
Dans le protestantisme, la profession de foi est semblable à la confirmation . Elle désigne une cérémonie où un croyant affirme sa foi en Jésus.
Dans le christianisme évangélique, la profession de foi consiste à témoigner de sa conversion personnelle et de sa foi en Jésus, avant le baptême du croyant ,,. Ce rite est ainsi réservé aux adolescents et aux adultes .

## Islam
Chez les musulmans, la profession de foi est appelée shahâda (en arabe, « témoignage »), est l'une des cinq obligations du croyant, et la plus importante. Elle consiste en deux énoncés :
1. Ash-hadou an lâ ilâha ill-Allâh, « j'atteste qu'il n'y a pas d'autre dieu qu'Allah ».
2. Ash-hadou anna Mouhammadan Rasoûloullah, « j'atteste que Mahomet est son Messager ».

La Shahada est récitée, entre autres, à l'oreille du nouveau-né, et le mourant doit la prononcer avant son dernier souffle. Elle fait également partie de l'Adhân, l'appel à la prière lancé du haut des minarets. Une personne qui se convertit à la religion musulmane doit aussi réciter l'attestation après avoir fait les grandes ablutions (ou غسل ghusl).

## Élections politiques
Par analogie, on appelle profession de foi le document par lequel le candidat ou la candidate à une élection politique se présente, expose ses intentions, résume son programme en cas de succès. En France, les professions de foi électorales  sont des feuillets de format A4 ou A3 plié en deux et envoyés ensemble par l'administration par courrier au domicile des électeurs inscrits. Depuis 2015, elles sont également disponibles en ligne.
Les professions de foi sont soumises à une réglementation stricte sur le grammage et le format du papier. L'utilisation des couleurs juxtaposées du drapeau français y est proscrite, sauf le cas échéant dans le logo du parti politique. Le modèle doit être validé par la commission de contrôle de la campagne. 